# Suoinajauratje
Suoinajauratje är en sjö i Sorsele kommun i Lappland och ingår i Umeälvens huvudavrinningsområde. Sjön har en area på 0,0775 kvadratkilometer och ligger 545,8 meter över havet. Suoinajauratje ligger i Vindelfjällen Natura 2000-område.

## Delavrinningsområde
Suoinajauratje ingår i det delavrinningsområde (731044-153645) som SMHI kallar för Utloppet av Vuovosjaure. Medelhöjden är 583 meter över havet och ytan är 34,34 kvadratkilometer. Räknas de 13 avrinningsområdena uppströms in blir den ackumulerade arean 230,09 kvadratkilometer. Vuovosjukke som avvattnar avrinningsområdet har biflödesordning 3, vilket innebär att vattnet flödar genom totalt 3 vattendrag innan det når havet efter 379 kilometer. Avrinningsområdet består mestadels av skog (77 procent) och sankmarker (13 procent). Avrinningsområdet har 2,83 kvadratkilometer vattenytor vilket ger det en sjöprocent på 8,2 procent.